# Top Secret (pel·lícula de 1952)
Top Secret és una comèdia britànica del 1952 dirigida per l'italià Mario Zampi i protagonitzada per George Cole, Oskar Homolka i Nadia Gray. Un inspector de sanitat és confós amb un espia internacional. Fou estrenada als Estats Units com a Mr. Potts Goes to Moscow.

## Argument
George Potts, lampista d'una fàbrica d'investigació d'alt secret del govern, obté accidentalment els plànols d'una arma atòmica revolucionària. Quan George marxa de vacances, l'equip investigador de seguretat inicia la recerca a tot el país de l'impotent "enginyer sanitari". Mentrestant, els russos coneixen l'incident i intercepten George, l'emborratxen i li prometen feina a canvi que els lliuri els plànols. Tanmateix, George no sap mai de què es tracta el desgavell: creu que les autoritats britàniques i soviètiques estan interessades en els seus nous plans per a un sistema de lampisteria modern. Els russos li ofereixen una feina al Kremlin fent recerca (sobre serralleria, segons creu ell), i mentre és allà s'enamora de l'agent secret Tania, i descobreix la veritable naturalesa dels plans que porta a terme.

## Repartiment
- George Cole - George Potts
- Oskar Homolka - Zekov
- Nadia Gray - Tania Ivanova
- Frederick Valk - Rakov
- Wilfrid Hyde-White - Sir Hubert Wells
- Geoffrey Sumner - Pike
- Ronald Adam - Controlador de Barworth
- Ernest Jay - Prof. Layton
- Edwin Styles - Superintendent de Barworth
- Richard Wattis - Barnes
- Michael Medwin - Smedley
- Kristina Summerfield - Cecilia
- Irene Handl - Mrs. Tidmarsh
- Phyllis Morris - Mrs. Tweedy
- Charles Goldner - Gaston
- Ina De La Haye - Madame
- Ronnie Stevens - Aubrey
- Olaf Pooley - Professor Roblettski
- Kynaston Reeves - Director de Barworth
- Frederick Leister - Primer Ministre
- Henry Hewitt - Ministre de Sanitat
- Gibb McLaughlin - Mestre d'Escola
- Michael Balfour - Mariner de Jersey

## Ressenyes rellevants
The New York Times va assenyalar: "sempre que l'acció es mantingui al costat del Teló d'Acer, la producció és agradable –i comprensible–, però un cop enredada amb l'enigma del govern comunista, la farsa s'acaba."
Allmovie escriu: "ningú es pren seriosament Top Secret --sens dubte, no Oscar Homolka, que ofereix una actuació de bravura com a agent secret rus que desperta amb ganes de les glòries dels dies tsaristes."